# هاينريش مولر بريسلاو
هاينريش مولر بريسلاو (بالألمانية: Heinrich Müller-Breslau)‏ (و. 1851 – 1925 م) هو مهندس مدني، ومهندس، وأستاذ جامعي من ألمانيا . ولد في فروتسواف. تولى منصب عضو مجلس النواب البروسي اللوردات .
وهو عضو في الأكاديمية البروسية للعلوم، والأكاديمية الملكية السويدية للعلوم، والأكاديمية الأمريكية للفنون والعلوم .
توفي في برلين.

## أعمال بارزة
من أهم أعماله:
- Kaisersteg.

## مناصب وهيئات
أدار معهد برلين للتكنولوجيا، وجامعة هانوفر.